# Винуски (Вермонт)
Винуски (енгл. Winooski) град је у америчкој савезној држави Вермонт.

## Демографија
По попису из 2010. године број становника је 7.267, што је 706 (10,8%) становника више него 2000. године.
| Група             | 2000.         | 2010.         |
| Белци             | 5.902 (90,0%) | 5.923 (81,5%) |
| Афроамериканци    | 82 (1,2%)     | 498 (6,9%)    |
| Азијати           | 354 (5,4%)    | 447 (6,2%)    |
| Хиспаноамериканци | 75 (1,1%)     | 162 (2,2%)    |
| Укупно            | 6.561         | 7.267         |